# Песочное (озеро, Калининский район)
Песо́чное — озеро в Калининском районе на юго-востоке Тверской области, в 40 километрах к северо-востоку от Твери. Площадь — 5,7 км², длина — 3,5 км, ширина до 2,3 км, максимальная глубина 2,8 метра, средняя 1,1 метра. Высота над уровнем моря — 143 метра, длина береговой линии 10 километров. Озеро по происхождению реликтовое, является остатком крупного приледникового озера.

## Описание
Песочное озеро находится на юго-востоке системы Оршинско-Петровских озёр, расположенных посреди самого большого в Тверской области болота Оршинский Мох. Имеет форму сердечка, слегка вытянуто с запада на восток. Берега низкие, почти со всех сторон окружены болотом, лишь на юге — узкая полоса песчаного берега с отмелью. С севера и востока проложен дренажный канал Шестинский.
Из юго-западной части озера вытекает река Песочная, левый приток реки Сосцы.
Озеро богато рыбой и пользуется популярностью у любителей рыбной ловли. В уловах на зимнюю блесну преобладают окунь, щука.